# Betula saposhnikovii
Betula saposhnikovii là một loài thực vật có hoa trong họ Betulaceae. Loài này được Sukaczev mô tả khoa học đầu tiên năm 1914.